# Опсада Туниса (1390)
Опсада Туниса је војни сукоб крсташке коалиције предвођеном Французима и Хафсидаца који су тад и држали Тунис, а који се одиграо у периоду од 20. јула до 20. септембра 1390. године.
Већ 1383. године Каталонци су у савезу са Ђеновском, Пизанском републиком и Сицилијанским краљевством заузели острво Ђербу, што је 1388. године покренуло побуну у Тунису, након чега је калиф Ифрикије, Ахмед II, престао да тргује са хришћанима. Хришћанима је ишло на руку ти што су Арапи били заражени кугом, али ипак су Хафсиди били моћнији, али царство је било у опадању. На крају француско-ђеновљанска флота помагана од Енглеза под вођством Луја II Бурбонског пљачкала је Тунис и 20. јула опсела град. Арапи су крваво бранили град и на крају су морали да попусте хришћанима и да се повуку. Међутим, већ 1392. године Каталонци су изгубили Ђербу.